# Station Booischot
Station Booischot is een spoorwegstation langs spoorlijn 16 in Booischot een deelgemeente van de gemeente Heist-op-den-Berg. Het is nu een stopplaats.

## Treindienst
| Serie  | Treinsoort     | Route                                              | Bijzonderheden |
| ------ | -------------- | -------------------------------------------------- | -------------- |
| L 2850 | L-trein (NMBS) | Antwerpen-Centraal – Booischot – Aarschot – Leuven |                |

## Galerij

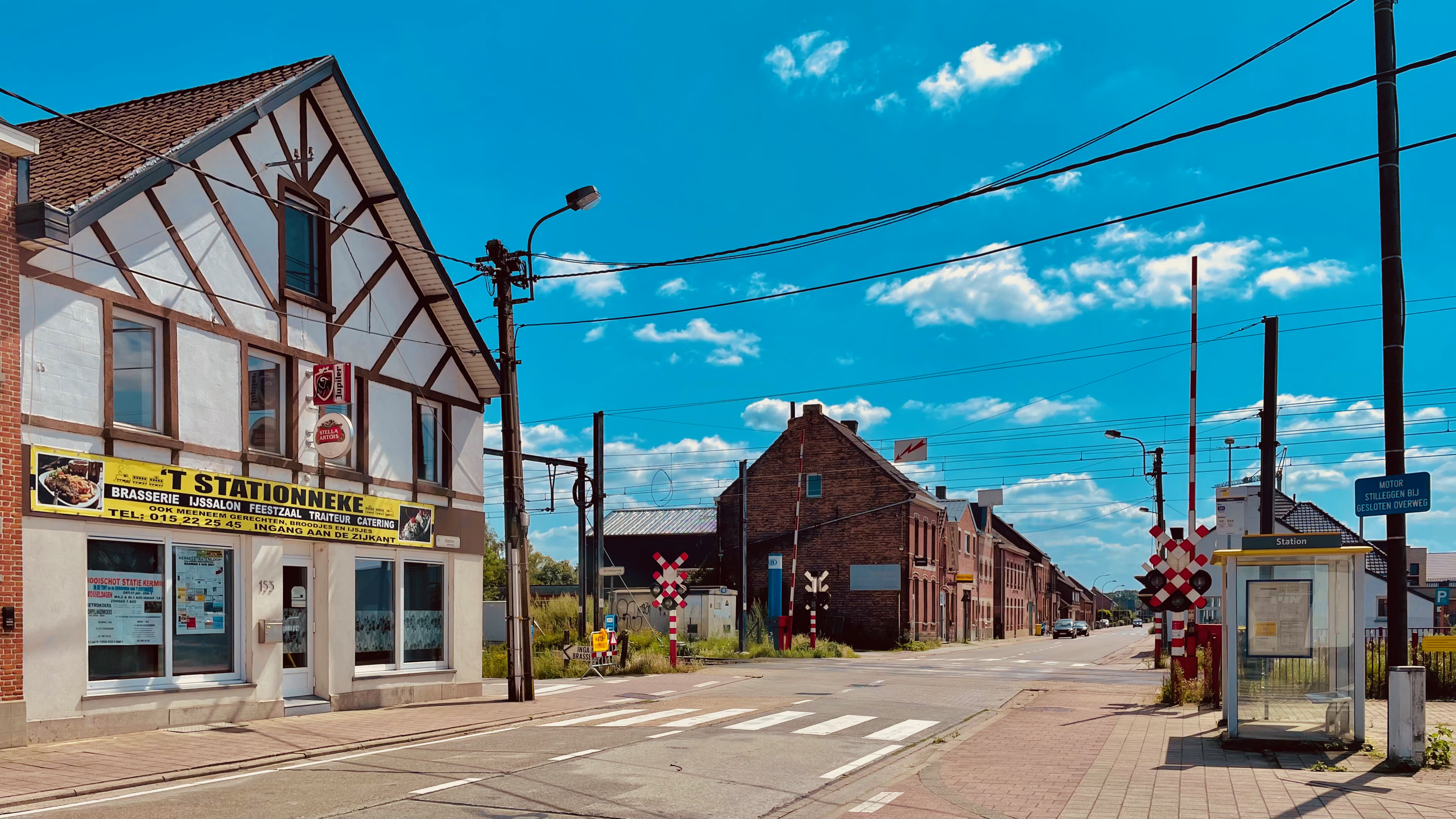
Overweg aan het station
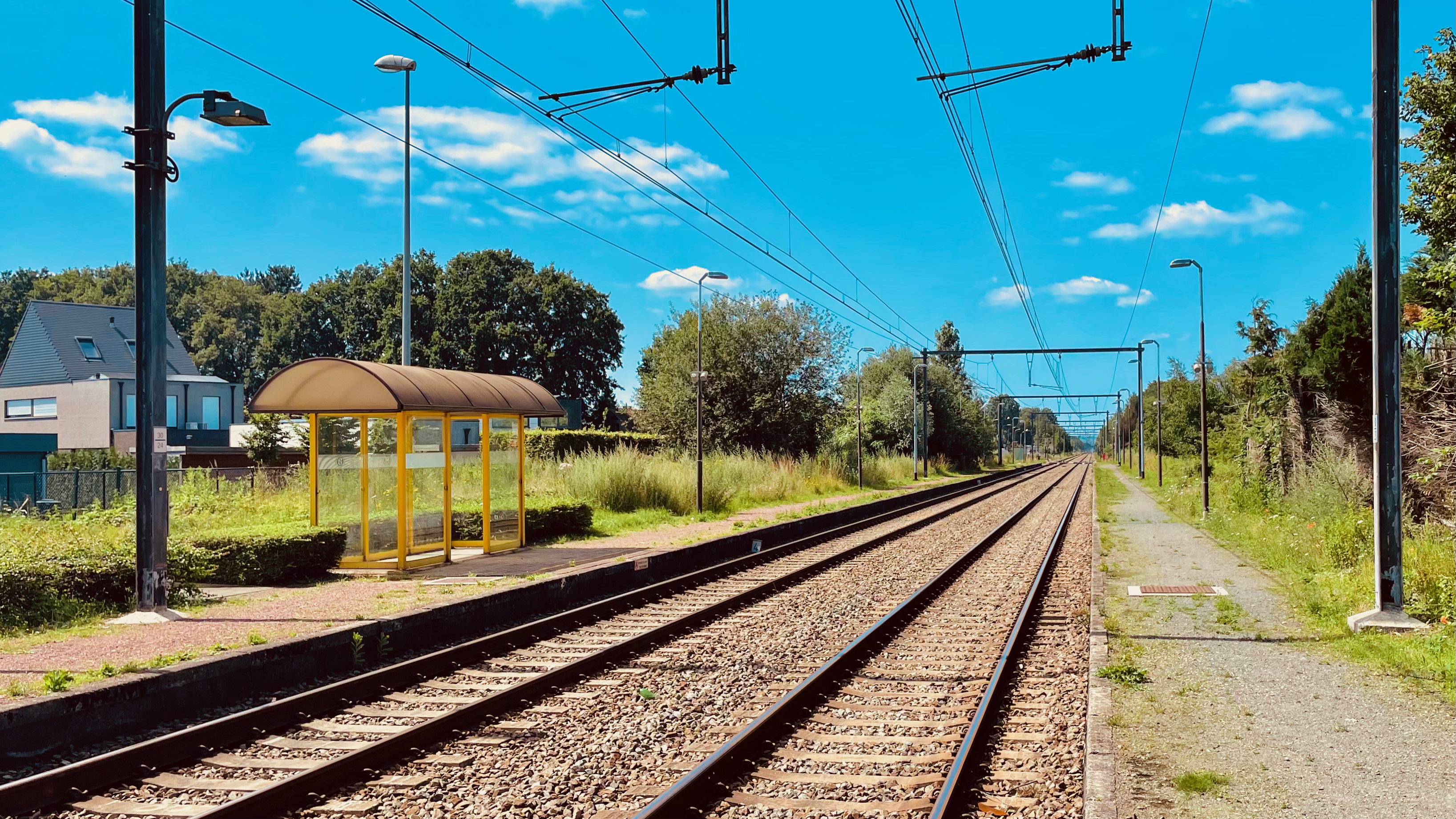
Het perron en sporen
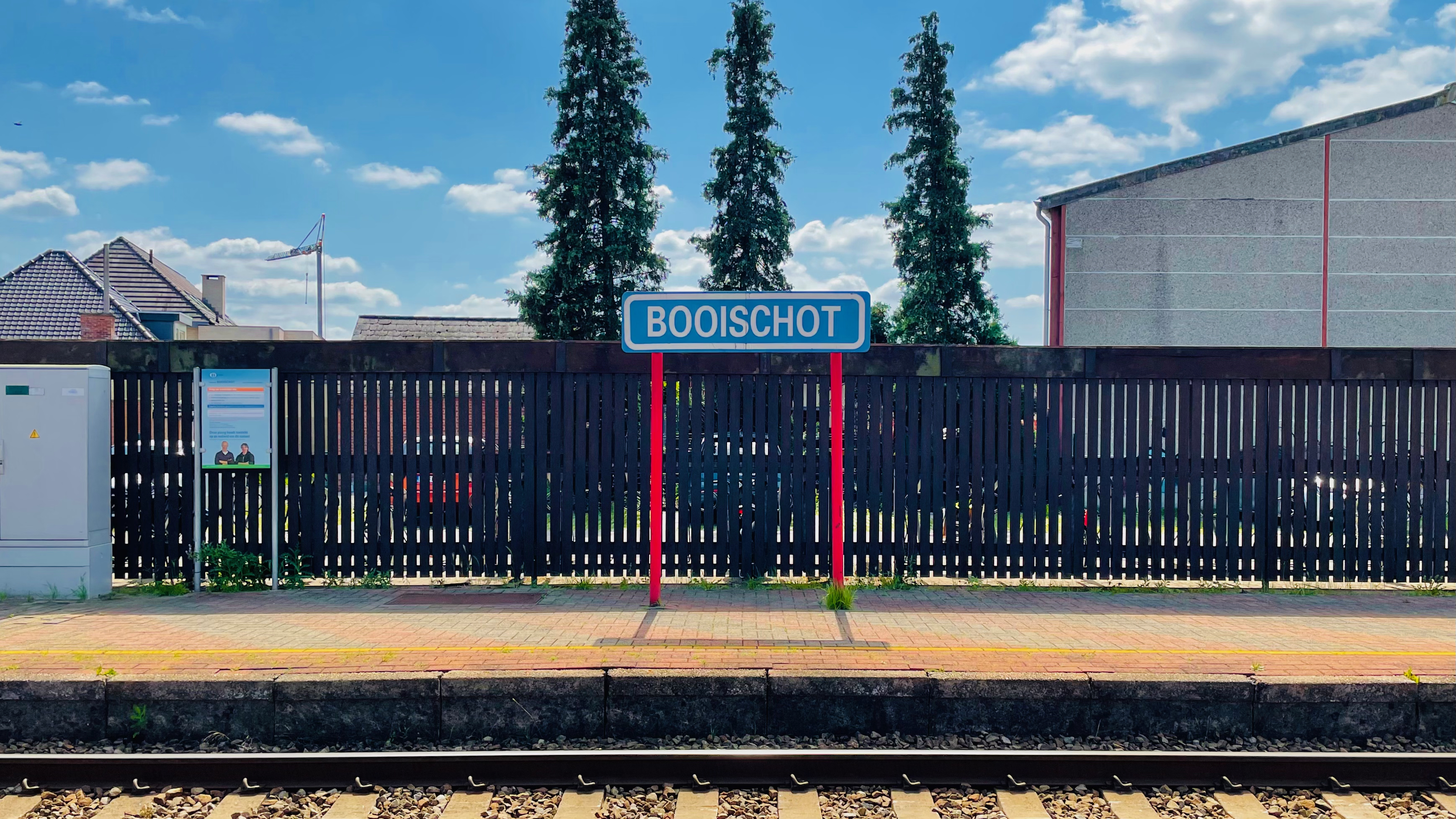
Plaatsnaambord

## Reizigerstellingen
De grafiek en tabel geven het gemiddeld aantal instappende reizigers weer op een week-, zater- en zondag.
| Tabel: aantal instappende reizigers station Booischoot | Tabel: aantal instappende reizigers station Booischoot | Tabel: aantal instappende reizigers station Booischoot | Tabel: aantal instappende reizigers station Booischoot |
|                                                        | Weekdag                                                | Zaterdag                                               | Zondag                                                 |
| ------------------------------------------------------ | ------------------------------------------------------ | ------------------------------------------------------ | ------------------------------------------------------ |
| 1977                                                   | 489                                                    | 50                                                     | 35                                                     |
| 1978                                                   | 628                                                    | 38                                                     | 24                                                     |
| 1979                                                   | 419                                                    | 38                                                     | 29                                                     |
| 1980                                                   | 467                                                    | 48                                                     | 45                                                     |
| 1981                                                   | 504                                                    | 68                                                     | 75                                                     |
| 1982                                                   | 433                                                    | 58                                                     | 59                                                     |
| 1983                                                   | 412                                                    | 77                                                     | 58                                                     |
| 1984                                                   | 366                                                    | 40                                                     | 35                                                     |
| 1985                                                   | 330                                                    | 55                                                     | 53                                                     |
| 1986                                                   | 299                                                    | 43                                                     | 42                                                     |
| 1987                                                   | 279                                                    | 58                                                     | 19                                                     |
| 1988                                                   | 308                                                    | 58                                                     | 57                                                     |
| 1989                                                   | 311                                                    | 47                                                     | 37                                                     |
| 1990                                                   | 257                                                    | 34                                                     | 39                                                     |
| 1991                                                   | 202                                                    | 45                                                     | 44                                                     |
| 1992                                                   | 219                                                    | 45                                                     | 40                                                     |
| 1993                                                   | 245                                                    | 56                                                     | 31                                                     |
| 1994                                                   | 244                                                    | 50                                                     | 35                                                     |
| 1995                                                   | 234                                                    | 65                                                     | 32                                                     |
| 1996                                                   | 224                                                    | 44                                                     | 41                                                     |
| 1997                                                   | 224                                                    | 67                                                     | 62                                                     |
| 1998                                                   | 202                                                    | 48                                                     | 29                                                     |
| 1999                                                   | 225                                                    | 55                                                     | 44                                                     |
| 2000                                                   | 212                                                    | 92                                                     | 44                                                     |
| 2001                                                   | 186                                                    | 61                                                     | 42                                                     |
| 2002                                                   | 182                                                    | 57                                                     | 70                                                     |
| 2003                                                   | 186                                                    | 57                                                     | 50                                                     |
| 2004                                                   | 215                                                    | 48                                                     | 78                                                     |
| 2005                                                   | 231                                                    | 77                                                     | 52                                                     |
| 2006                                                   | 238                                                    | 76                                                     | 59                                                     |
| 2007                                                   | 275                                                    | 72                                                     | 72                                                     |
| 2008                                                   | -                                                      | -                                                      | -                                                      |
| 2009                                                   | 238                                                    | 102                                                    | 79                                                     |
| 2010                                                   | -                                                      | -                                                      | -                                                      |
| 2011                                                   | -                                                      | -                                                      | -                                                      |
| 2012                                                   | 284                                                    | 120                                                    | 129                                                    |
| 2013                                                   | 333                                                    | 112                                                    | 89                                                     |
| 2014                                                   | 293                                                    | 106                                                    | 100                                                    |
| 2015                                                   | 260                                                    | 86                                                     | 66                                                     |
| 2016                                                   | 270                                                    | 98                                                     | 99                                                     |
| 2017                                                   | 247                                                    | 88                                                     | 84                                                     |
| 2018                                                   | 295                                                    | 128                                                    | 107                                                    |
| 2019                                                   | 293                                                    | 118                                                    | 79                                                     |
| 2020                                                   | 160                                                    | 95                                                     | 67                                                     |
| 2021                                                   | -                                                      | -                                                      | -                                                      |
| 2022                                                   | 288                                                    | 154                                                    | 170                                                    |
| 2023                                                   | 244                                                    | 139                                                    | 109                                                    |
| 2024                                                   | 286                                                    | 159                                                    | 81                                                     |

2,9: Kloosterheide ·
7,0: Berlaar ·
10,1: Melkouwen ·
11,2: Itegem ·
13,6: Heist-op-den-Berg ·
16,0: Heide-Lo ·
19,6: Booischot ·
22,1: Begijnendijk